# Eleccions legislatives xipriotes de 1996
Les Eleccions legislatives xipriotes de 1996 es van celebrar a Xipre el 26 de maig de 1996. El democristià Spyros Kyprianou fou elegit president de la Cambra de Representants de Xipre.
Resum dels resultats electorals de 26 de maig de 1996 a la Cambra de Representants de Xipre
|                        | Reagrupament Democràtic Dimokratikos Sinagermos                                                | 127.380 | 34,47 | 20 | -  |
|                        | Partit Progressista del Poble Treballador Anorthotikon Komma Ergazemenou Laou                  | 121.958 | 33,0  | 19 | +1 |
|                        | Partit Democràtic Dimokratikon Komma                                                           | 60.726  | 16,43 | 10 | -1 |
|                        | Moviment per la Socialdemocràcia-EDEK Kinima Sosialdimokraton Eniaia Dimokratiki Enosi Kentrou | 30.033  | 8,13  | 5  | -  |
|                        | Nous Horitzonts Neoi Orizontes                                                                 | 6.317   | 1,71  | -  |    |
|                        | Moviment Democràtic Combatent Agonistiko Dimokratiko Kinima                                    | 5.311   | 1,44  | -  |    |
|                        | Partit Verd de Xipre Kinima Oikologoi Perivallontistoi                                         | 3.170   | 1,00  | -  | -  |
|                        | Independents                                                                                   | 463     |       | 0  |    |
|                        | Total (participació 95,4%)                                                                     | 369.521 | 100.0 | 56 |    |
| Font: diaris xipriotes |                                                                                                |         |       |    |    |